# Erika Benkő
Erika Benkő (n. 21 iulie 1975

) este un deputat român de etnie maghiară, ales în 2016.